# الجمعية الاستشارية الوطنية

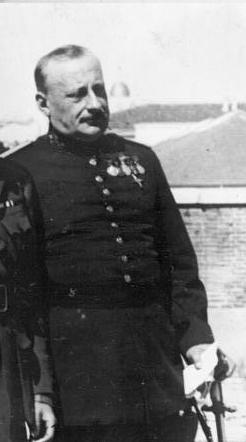
الجنرال ميغيل بريمو دي ريفيرا.

الجمعية الاستشارية الوطنية (بالإسبانية: Asamblea Nacional Consultiva)‏ هي هيئة إسبانية أنشأتها الحكومة الديكتاتورية لبريمو دي ريفيرا في عهد ألفونسو الثالث عشر وأسست بموجب المرسوم الملكي المؤرخ في 12 سبتمبر 1927:«يجب ألا تكون برلمانًا ولن تقوم بالتشريعات الدستورية وليست لها صفة السيادة». وبالأحرى فهي هيئة معلومات ونقاش واستشارة عامة متعاونة مع الحكومة ويجب أن تشرع خلال فترة ثلاث سنوات مسودة برلمانية وتشريعاتها. بدأت الجلسات في 10 أكتوبر 1927 واختتمت في 15 فبراير 1930. كان المكان المختار لاجتماع أعضاء الجمعية الاستشارية هو قصر الكورتيز.
تعد الجمعية الاستشارية الوطنية أول مجلس تعاوني في أوروبا في فترة ما بين الحربين العالميتين. حيث قسمت إلى ثمانية عشر قسمًا وكل قسم به أحد عشر عضوًا من الجمعية ويعينهم الرئيس. وكان أهمها القسم الأول الذي كان عليه إعداد «مشاريع القوانين التأسيسية».

## البداية
أنهى الجنرال بريمو دي ريفيرا فترة الإدارة العسكرية في ديسمبر 1925 واستُعيدت وظيفة مجلس الوزراء وحكومة الملك، مع الحفاظ على «الحد الأقصى من الامتيازات بسلطات تشريعية» (مع الاستمرار بإغلاق الكورتيس وتعليق دستور 1876). وفي تلك المرحلة الجديدة والتي أطلق عليها اسم الإدارة المدنية اقترح الديكتاتور إطلاق «عملية متطورة جدا بحيث تسمح بتحويل الحياة الوطنية للشعب»، مما يعني إعطاء المجتمع والدولة نظامًا تعاونيا جديدًا وموثوقا به.
وفي اجتماع الجمعية العمومية الأولى للاتحاد الوطني (UP) الذي عقد في يوليو 1926 جاء مقترح الدعوة لإنشاء برلمان تعاوني على أساس الأسرة والبلدية والمقاطعة. وقد انعكس هذا الاتفاق في بيان علني قدمته اللجنة المركزية للاتحاد الوطني UP يوم 4 سبتمبر حسب طلب الإدارة المدنية بعقده والتي طلبت بإجراء استفتاء عليه ليتزامن مع الذكرى الثالثة للانقلاب المجيد بحيث تكون هناك فرصة للتعبير عن الرأي عما إذا كان من الملائم تنظيم جمعية وطنية عليا تسهم في حكم الدولة.
وفي اليوم التالي قدم بريمو دي ريفيرا بيانا تحضيريا في ذكرى الانقلاب الذي أعلن فيه «فشل النظام البرلماني في شكله القائم»، ووافق على إنشاء جمعية وطنية عليا مؤقتة لبناء «إسبانيا الجديدة».
بعد حملة دعائية مكثفة أُشيد فيها بإنجازات النظام وساهم فيها كلا من الكنيسة الكاثوليكية والجيش مساهمة بارزة جداً عُقدت المشاورات بين 11 و 13 سبتمبر دون أي ضمانات، حيث امتلئت الكراسي بأعضاء الاتحاد الوطني من الرجال والنساء فوق 18 الذين شاركوا ولكن لم يصوتوا، إلا أنهم وقعوا على السجل الداعم للدكتاتور. ووقع على السجل أكثر من نصف السكان (7,478,502 من 13,110,897). وعلقت صحيفة ABC أنه كان يفضل استشارة أكثر شمولية وفعالية للأصوات الوطنية لإزاحة النظام الدستوري بسرعة واستبداله بالإصلاحات التي طلبناها عدة مرات لتجنب سقوط جديد.
ثم أعلن بريمو دي ريفيرا في نفس اليوم أي 13 سبتمبر 1926 في بيان رسمي تحدث فيه عن إنشاء برلمان مهمته الرئيسية هي "تحضير مشروع برلماني وتقديمه إلى الحكومة في فترة ثلاث سنوات، واكمال التشريعات العامة في ذات الوقت، ويجب أن تخضع إلى جميع الآراء الصادقة للرأي العام، وفي الجزء المناسب. وسلط الضوء على مشروع من القوانين الدستورية، ومع ذلك لم يعط للبرلمان الجديد صفة الجمعية التأسيسية بسبب معارضة الملك، ولكن مهمته توافقت مع المجلس الذي حل محله أو الاستفتاء على مشروع الدستور الذي أقره ذلك.
مع الانتهاء من الاستفتاء غير الرسمي سعى بريمو دي ريفيرا إلى إثبات أن لديه الدعم الشعبي، وبالتالي ضغط على الملك لقبول اقتراحه بعقد الجمعية الوطنية الاستشارية، وقد قاوم ألفونسو الثالث عشر لعام كامل، ولكنه في النهاية وقع على مرسوم الملكي بقانون من 12 سبتمبر 1927 بدعوة الجمعية الاستشارية الوطنية. يجب ألا تكون برلمانًا ولن تقوم بالتشريعات الدستورية وليست لها صفة السيادة. وبالأحرى فهي هيئة معلومات ونقاش واستشارة عامة متعاونة مع الحكومة ويجب أن تشرع خلال فترة ثلاث سنوات مسودة برلمانية وتشريعاتها.
ووفقا لإدواردو غونزاليس كاليخا:«كان مجلس انتقالي بحت حيث ولد ولادة غير شرعية» لكن على أي حال ألغى صورة الديكتاتورية بأنه نظام مؤقت، وفتح الطريق لإنشاء نظام استبدادي ذات طبيعة تصفية بحتة، والتي انتقلت من كونها حالة استثناء وقتية لتصبح هيئة مهمتها تصفية النظام الليبرالي-البرلماني. ولكن أتى رفض الاشتراكيين المشاركة في الجمعية بانتكاسة كبيرة لمشروع بريمو دي ريفيرا. في البداية كان الدافع وراء ذلك من حقيقة أن الوظائف أسندت إليهم دون انتخاب لترضيتهم، ولكن عندما قبل بريمو دي ريفيرا لاحقا أن يكونوا مرشحين من اتحاد العمال العام (UGT) حافظ الاشتراكيين على رفضهم. في حين واصل بعض الاشتراكيين بالدفاع عن التعاون مع النظام مجادلين بأن لايوجد سبب يمنع بذهاب الاشتراكيين إلى الجمعية إذا شاركوا أنفسهم قد شاركوا في الكورتيس. ومن ناحية أخرى لم ترسل الجامعات أي ممثل لها بسبب معارضتها المتزايدة للنظام.

## الأعضاء
كانت الجمعية الاستشارية الوطنية عبارة عن مجلس تعاوني، اعتمد بالكامل على السلطة التنفيذية، مع وجود أعضاء معينين من مجالس المدن ومجالس المقاطعات والاتحاد الوطني وأجهزة الدولة وإداريين بارزين والجيش والقضاء والكنيسة إلى جانب ممثلين من العمال والتجارة والثقافة والفنون وغيرها من أنشطة الحكومة، ويقصد بذلك أن يكون تعبيرا عن نموذج التمثيل الثلاثي -الإدارة والمجتمع والحزب- التي كان لها جذور في التعاونية الكلاسيكية ومن الفاشية الإيطالية. من أعضاء الجمعية البالغ عددهم 429 كان هناك 71 فقط من نواب وأعضاء مجلس الشيوخ الكورتيس، بينما معظمهم كان من سياسيي الدرجة الثانية من الأحزاب الحاكمة السابقة.

## الجلسات
قسمت الجمعية الاستشارية الوطنية إلى 18 قسمًا، وكل قسم به 11 عضوًا من أعضاء الجمعية يعينهم الرئيس. وأهم الأقسام هو القسم الأول الذي عليه صياغة «مشاريع القوانين الدستورية».
ضمنت اللوائح الداخلية رقابة حكومية صارمة على الجمعية، حيث أن الحكومة هي التي تحدد جدول أعمال اللجان من خلال مكتب المجلس، وتعيِّن مواضيع النقاش. فعندما توافق اللجنة على موضوع ما فإن رئيس الجمعية يردها إلى الحكومة التي تقرر أن تدرجها للنقاش في جلسة عامة -التي اقتصرت على أربع جلسات في الشهر- أو إذا كان من المناسب التصويت في نفس الوقت. بالرغم من ذلك فقد تمت مناقشة بعض القضايا ذات الصلة، مثل مشروع قانون العقوبات الجديد أو إصلاح الدراسات الجامعية. وبالإضافة إلى ذلك فإن الجمعية لا تمارس وظيفة الرقابة الحكومية، وبعض الانتقادات التي وقعت لا تصل إلى الرأي العام بسبب الرقابة الصارمة التي تمنع الإعلام من ذكر الأمور البرلمانية. وقد قدمت الجمعية مسودة مشروع دستور إسبانيا 1929 ليكون دستور الملكية الإسبانية، على الرغم من أنها انفصلت تماماً عن تاريخ إسبانيا الدستوري. ولكن بعد مرور عام على عرضه كان المشروع معطلاً بالكامل، لذلك كان النقاش السياسي قد تركز بالفعل على فتح فترة تأسيسية حقيقية.